# Fiston Abdul Razak
 (octobre 2018).
Fiston Abdul Razak, né le 5 septembre 1993 à Bujumbura (Burundi), est un footballeur international burundais. Il évolue au poste d'attaquant au sein de du RS Berkane en championnat du Maroc de football, prêté par l’Olympique Club de Khouribga.

## Biographie
Il joue son premier match en équipe du Burundi le 2 décembre 2009, contre l'équipe d'Ouganda. Ce match perdu 0-2 rentre dans le cadre de la Coupe CECAFA des nations 2009. Il inscrit son premier but en équipe nationale le 28 novembre 2013, contre la Somalie, à l'occasion de la Coupe CECAFA des nations 2013.
Le 13 octobre 2015, il inscrit un doublé contre les Seychelles (victoire 2-0). Par la suite, le 29 mars 2016, il inscrit un nouveau doublé, contre la Namibie (victoire 1-3).

## Palmarès
- Vainqueur de la Coupe du Burundi en 2011 et 2012 avec le LLB Académic
- Champion du Rwanda en 2013 avec le Rayon Sports
- Champion d'Afrique du Sud en 2016 avec le Mamelodi Sundowns
- Vice-Champion d'Algérie en 2019 avec la JS Kabylie